# Mantispa uniformis
Mantispa uniformis is een insect uit de familie van de Mantispidae, die tot de orde netvleugeligen (Neuroptera) behoort. 
Mantispa uniformis is voor het eerst wetenschappelijk beschreven door Navás in 1927.